# J-SH52
J-SH52はJ-フォンが販売していた、シャープ製のPDC通信方式携帯電話端末である。2002年10月リリース。

## 特徴
J-SH51に、同時期に発売されたJ-SH09に採用された31万画素CCDカメラや、背面カラーサブ液晶を載せ、ブラッシュアップを加えた端末となっている。
ソフトウェア面では、メモリーカードとのより密接な連携や、動画の長時間録画に対応した。
折りたたみ機としては、画面側にメモリーカードスロットを有する珍しい機種である。

## 付属品
- 電池パック
- 急速充電器
- 卓上ホルダー
- SDメモリカード8MB
- ステレオヘッドホン
- アナログ変換ケーブル
- 光デジタル変換プラグ